# Коши
Коши (фр. Cauchie) насеље је и општина у североисточној Француској у региону Север-Па д Кале, у департману Па де Кале која припада префектури Арас.
По подацима из 2011. године у општини је живело 205 становника, а густина насељености је износила 93,18 становника/km². Општина се простире на површини од 2,2 km². Налази се на средњој надморској висини од 161 метар (максималној 168 m, а минималној 135 m).

## Демографија
| 1962. | 1968. | 1975. | 1982. | 1990. | 1999. | 2011. |
| ----- | ----- | ----- | ----- | ----- | ----- | ----- |
| 138   | 150   | 166   | 155   | 165   | 178   | 205   |

График промене броја становника у току последњих година